# فوستر بي. بورتر
فوستر بي. بورتر (بالإنجليزية: Foster B. Porter)‏ هو سياسي أمريكي، ولد في 22 أغسطس 1891، وتوفي في 11 سبتمبر 1965. حزبياً، نشط في الحزب الجمهوري. وقد انتخب عضو مجلس ولاية ويسكونسن.